# Asociación Deportiva Orizabeña

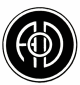
Logo der A.D.O.

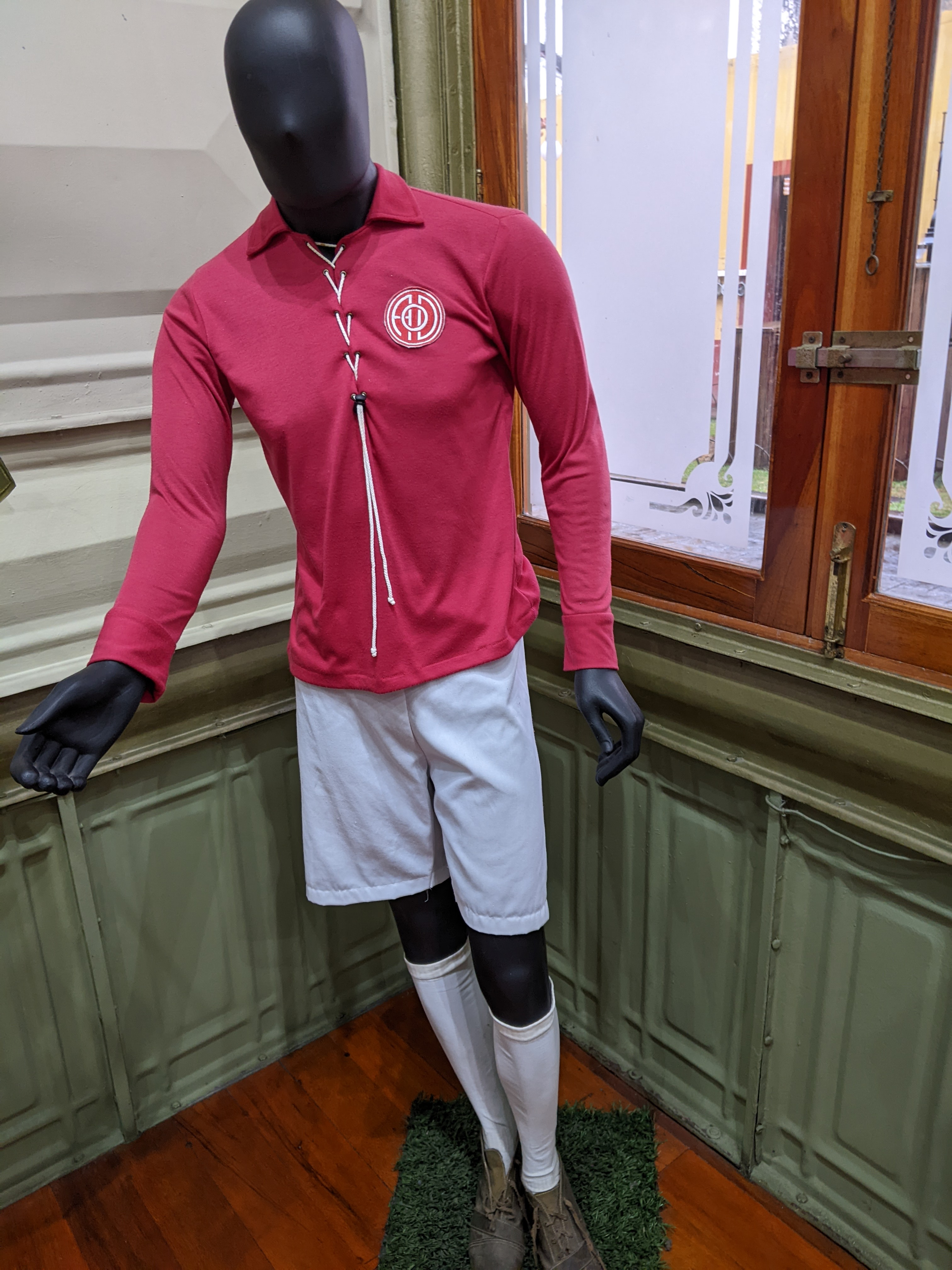
Spielbekleidung der A.D.O., wie sie im Museo de Futbol in Orizaba zu sehen ist.

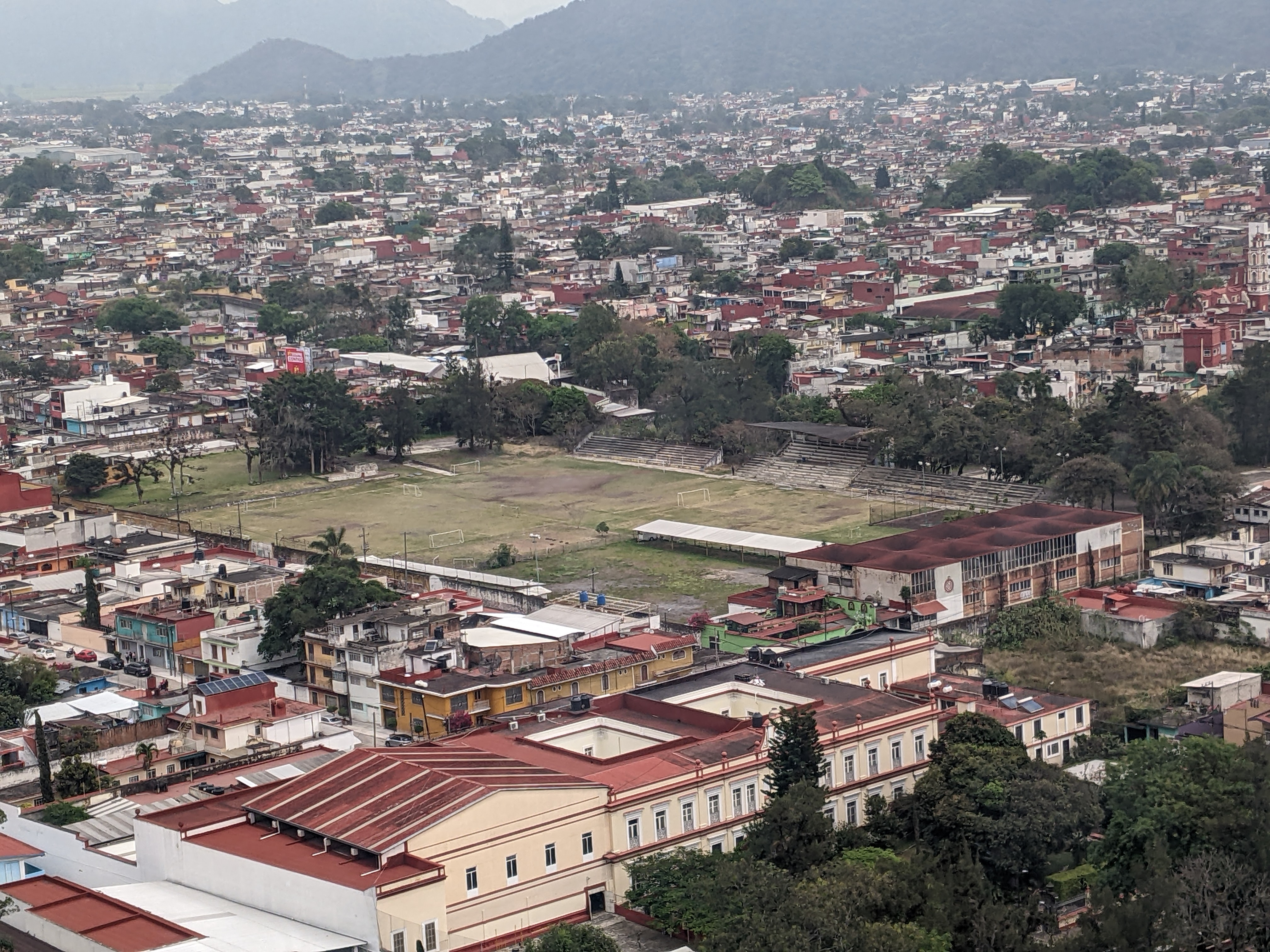
Das ehemalige Stadion der A.D.O.

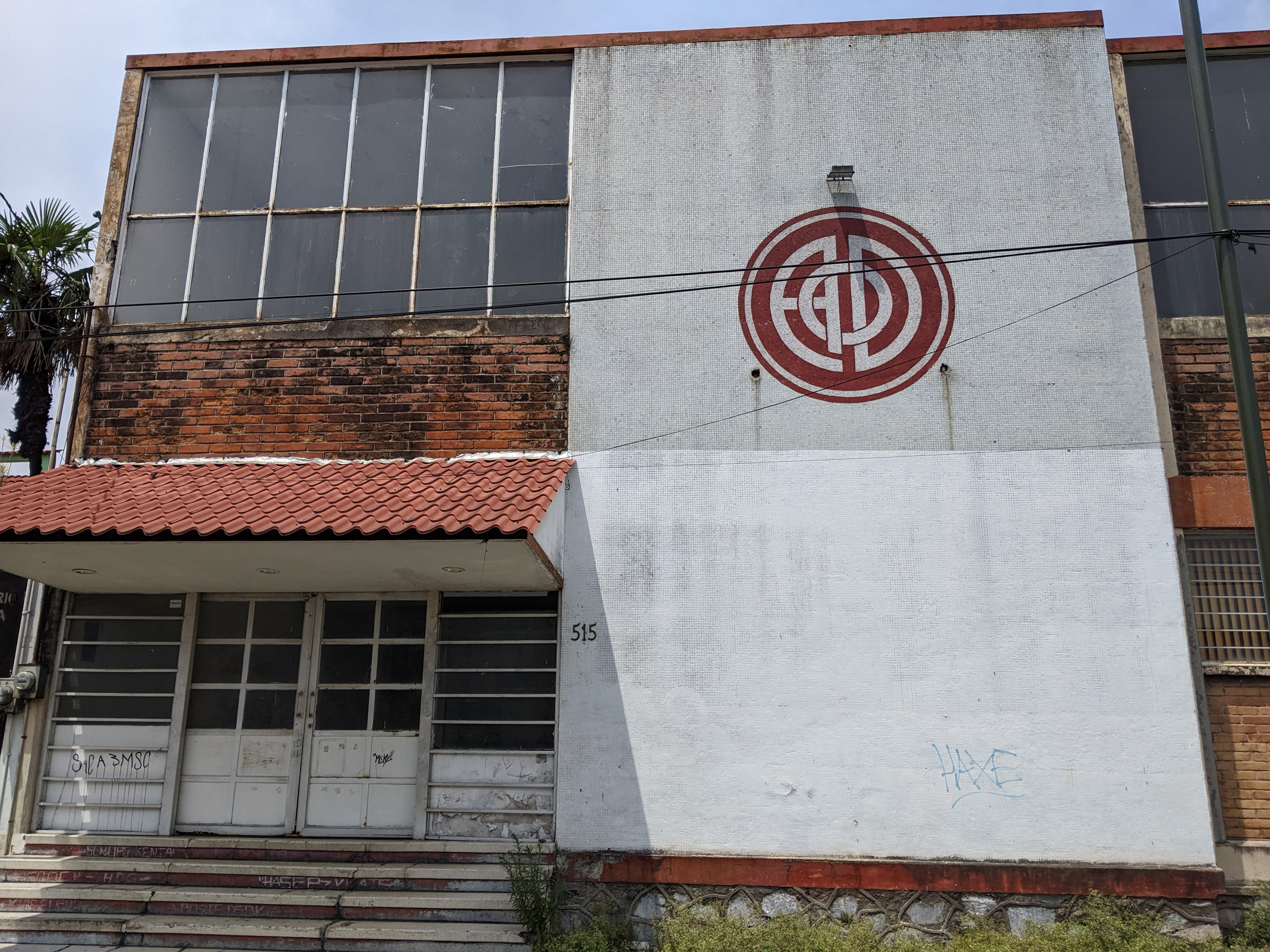
Außenfassade des Campo A.D.O.

Asociación Deportiva Orizabeña, allgemein bekannt unter ihrem Kürzel A.D.O., war ein mexikanischer Sportverein mit Sitz in der Stadt Orizaba im Bundesstaat Veracruz, dessen Fußballmannschaft zu den Gründungsmitgliedern der 1943 ins Leben gerufenen mexikanischen Profiliga gehörte.

## Geschichte
Am 1. April 1916 folgte innerhalb der Compañia Petrolera "El Aguila", S.A. die Gründung eines Vereins namens U-29, der am 27. Juni 1916 in Asociación Deportiva Orizabeña umbenannt wurde. Zum Vereinsvorsitzenden wurde Rosendo Gómez, Sohn der Eigentümer der Hazienda "Omealca", gewählt. Die Wahl des Schatzmeisters fiel auf Isidro Palou, einem Angestellten der Erdölgesellschaft "El Águila", der die ersten Vereinstreffen auf dem Firmengelände organisiert hatte. A.D.O. spielte fortan in der Staatsliga von Veracruz und gewann das vom mexikanischenen Fußballverband organisierte (inoffizielle) Sonderturnier Campeonato Nacional Torneo Educación 1930.
Wie der ruhmreiche Orizaba Athletic Club bei Einführung der Primera Fuerza gehörte auch die A.D.O. – ebenso wie der Stadtrivale Moctezuma – in der Eröffnungssaison 1943/44 der Profiliga zu den Gründungsmitgliedern. Das erste Spiel in derselben bestritt A.D.O. am 17. Oktober 1943 in einem Heimspiel gegen den Club América (1:6) mit folgender Aufstellung: 

Guillermo Contreras – Carlos Montes, Justo Couto – Víctor „Pipa“ López, Juan Castillo, Napoleón Cañas – Leonardo “Chanclas” Zamudio, Luis Aussín, Antonio Toledo, Sebastián „Choco“ Mendez, Enrique “Taburete” Pradere. Trainer dieser ersten Mannschaft war der Engländer John Hogg, der 1902/03 mit dem Orizaba AC die Meisterschaft gewonnen hatte.
Doch das Abenteuer Profifußball endete bereits nach wenigen Jahren, weil der Verein sich am Ende der Saison 1948/49 aufgrund von finanziellen Schwierigkeiten aus der Liga Mayor zurückziehen musste.
Das letzte Pflichtspiel bestritt A.D.O. am 24. Juli 1949 im Achtelfinale der Copa México in einem Stadtderby gegen die Unión Deportiva Moctezuma (1:2) mit folgender Aufstellung:

Juan Alberto Muñoz – Guillermo Andrade, Armando Aguilar – Jesús Segovia, Lorenzo „Lolo“ Vázquez, Honorio Arteaga – Raúl de Alba, Tulio Quiñones, Walter Allen Meneses, Francisco Rivas, Lucio Gómez.
Weitere bekannte Spieler in Diensten der A.D.O.: José Antonio Cuburu, Martín Cuburu, Grimaldo González, Daniel Muñoz „Carnes“, Julio Pisapia.
Aus dem Nachwuchs der A.D.O. gingen folgende Spieler hervor: Hesíquio Cerrilla, Luis Cerrilla, Alfredo "El viejo" Sánchez, Ernesto Sota, Isidoro Sota, Jorge Sota, Juan Terrazas, Rosendo Terrazas.
Aufgrund der dürftigen Quellenlage ist nicht ermittelbar, ob der Verein zeitgleich mit dem Rückzug aus dem Profifußball aufgelöst wurde oder er auf Amateurbasis fortbestand. Jedenfalls gab es mit der Gründung der seinerzeit drittklassigen Tercera División in der Saison 1967/68 noch einmal einen Versuch, einen gleichnamigen Vereins im Profifußball zu etablieren. Es ist unsicher, ob es sich dabei noch um den ursprünglichen Verein oder eine kurzfristig bestehende Neugründung gehandelt hat. Eine lange Renaissance blieb dem Verein jedoch verwehrt, weil die Mannschaft bereits am Ende ihrer zweiten Saison 1968/69 wieder aus der Liga zurückgezogen wurde. Der bekannteste Spieler aus dieser Epoche war der Torhüter Jorge Cruz Teista.

## Logo und Farben
Im Internet wird das Vereinslogo der A.D.O. häufig in den Farben schwarz und weiß gezeigt. Ob diese Abbildung auf alte Schwarz-Weiß-Fotografien zurückzuführen ist oder das ursprüngliche Logo tatsächlich in diesen Farben gestaltet war, ist unklar. Zumindest sind sowohl die Spielkleidung in den Farben Rot und Weiß überliefert als auch das auf der Außenfassade des vereinseigenen Stadions abgebildete Logo (siehe Fotos). Diese Farbgestaltung kann aber auch auf eine erst später erfolgte Änderung zurückzuführen sein; denn im Libro de Oro del Fútbol Mexicano wird die Mannschaft in der Anfangszeit des Vereins (so zum Beispiel auf einem Foto aus dem Jahr 1917) als Blanco y Negro (deutsch Weiß und Schwarz) bezeichnet, was aber kein versteckter Hinweis auf die Hautfarbe der Spieler sein kann, weil dort kein Dunkelhäutiger zu sehen ist.